# Полібій
Полі́бій (грец. Рολιβιος, лат. Polybius, близько 200 до н. е., Мегалополіс, Аркадія — близько 118 до н. е.) — давньогрецький історик, державний і військовий діяч, автор «Загальної історії» («Історії») в 40 томах, що охоплюють події у Римі, Греції, Македонії, Малій Азії та в інших регіонах з 220 до н. е. до 146 до н. е. З книг «Історії» повністю збереглись тільки перші 5, інші дійшли в більш-менш детальних переказах. Всі інші праці Полібія не збереглись. Керуючись ученням стоїків про передбачення, він прийшов до метафізики історії, яка розглядала останню як боротьбу народів і окремих особистостей проти влади долі.

## Біографія
Народився в місті Мегалополіс в Аркадії, його батько Лікорт був одним із вождів Ахейського союзу, а сам Полібій у 170—169 рр. до н. е. служив гіппархом (начальником кінноти) під командуванням римського полководця Луція Емілія Павла, що стояв на чолі союзних римсько-грецьких військ, які воювали з македонським царем Персеєм. Після поразки Персея при Підні в 168 р. до н. е. Полібій серед тисячі знатних ахейців був відправлений до Риму за обвинуваченням у недостатньо активній підтримці римлян.
У той час як інших заручників розподілили по різних містах, Полібія залишили в Римі — на прохання Емілія Павла, який зробив його наставником своїх синів. Так майбутній історик одержав можливість зав'язати дружні стосунки з багатьма знатними римлянами, особливо з молодшим сином Емілія, Публієм Сципіоном Еміліаном (майбутнім Сципіоном Африканським Молодшим).
151 р. до н. е. Полібію вдалося використати свій вплив на Сципіона, щоб домогтися звільнення тих ахейців, що були ще живі. Полібій повернувся до Греції, однак через кілька років, у 147 р. до н. е., під час облоги Карфагена Сципіон викликав його до себе як радника. Полібій досліджував атлантичне узбережжя Африки і став свідком пожежі і руйнування Карфагена 146 р. до н. е., після чого того ж року повернувся до Греції.
Тут він намагався сприяти досягненню компромісу між повсталими ахейцями та римлянами і, хоча не зміг запобігти руйнуванню Коринфа Луцієм Муммієм, усе-таки врятував деякі художні цінності. Після відходу римлян на Полібія було покладено завдання налагодити управління вцілілими містами. Співгромадяни-греки бачили в Полібії свого благодійника і звели на його честь багато статуй. Помер Полібій від травм, отриманих унаслідок падіння з коня.

## Основні праці
Видатна праця Полібія — його «Історія», мета якої пояснити, «яким чином весь цивілізований світ менше ніж за 53 роки (тобто з 220 р. до н. е. до поразки Персея в 168 р. до н. е.) опинився під владою римлян». Згодом Полібій розширив і рамки свого твору, довівши його до руйнування Карфагена 146 р. до н. е.
Найважливішим серед його творів є «Загальна» або «Світова історія» у 40 книгах, з яких дійшли до нас тільки перші п'ять; від інших збереглися уривки, за винятком книг 17, 19 і 40-ї. Предметом «Історії» є завоювання світу римлянами і його об'єднання під римським пануванням.
Завдання та питання вирішення в загальній історії:
- яким чином, силою яких установ і попередньо розрахованих планів Рим став світовою державою;
- якими засобами він зберігав своє панування над завойованим світом;
- які сили мав на початку своїх завойовницьких дій;
- до якого опору були здатні народи, які воювали з ним, і владики.

Успіхи Риму автор не вважає випадковим дарунком долі, чимось незаконним, здобутим несправедливо; навпаки, могутність римлян цілком заслужена їхньою перевагою над іншими народами і для цих народів є добродійним; «підкорення світу римляни задумали і здійснили за допомогою правильно розрахованих засобів». У досконалості державних установ римлян полягає розгадка їхніх військових успіхів, тому автор присвячує одну з книг своєї історії (6-ту) опису римського державного ладу, військової справи і дисципліни; римська республіка, на думку Полібія, — найдовершеніша форма людської спільноти, недоступна псуванню.
Створюючи «Загальну історію», Полібій висував такі вимоги: історія повинна мати загальний характер, тобто охоплювати у своєму викладі події, які одночасно відбуваються як на заході, так і на сході. Завдання історії — навчити, яким чином слід діяти в тих або інших обставинах у майбутньому, аналогічних або подібних до тих, які відбулися в минулому.
«Загальна історія» (Ἰστορίαι) — твір Полібія на койне в 40 книгах (включаючи одну книгу покажчиків), основне джерело з історії Середземномор'я в епоху пунічних воєн, з 220 до 146 року до н. е. Повністю збереглися лише книги з першої по п'яту, опубліковані не пізніше 150 року до н. е. Інші книги відомі в більш-менш докладних переказах візантійських енциклопедистів X століття.
Полібій першим у стародавньому світі сформулював цілісну історіографічну концепцію. Рушійною силою історії він вважав Фортуну, або Тюхе, яка благоволить римлянам за їхні чесноти і доблесть. Рука Фортуни може проявлятися як у випадковому везінні, так і в мудрому передбаченні найкращого розвитку подій [1][джерело?]. У той же час дійовими особами історії він вважав людей.

## Соціально-політичні ідеї Полібія
Як політичний мислитель Полібій зазнав впливу помітних учень Платона, Арістотеля і їхніх послідовників про державу і право. Крім того, у його поглядах відчувається деякий вплив концепцій стоїцизму. Однак, як особистість самобутня, глибока, така, що гостро відчуває сучасність, він своєрідно інтерпретував досвід попередніх когнітивних структур, запропонувавши власне розуміння явищ державної сфери. Усю державно-правову проблематику Полібій, наслідуючи Платона й Арістотеля, аналізує та систематизує, залишаючись при цьому на власних позиціях. Так, він багато уваги приділив традиційній для античної політичної науки темі аналізу форм держави, їхніх ознак, розходжень і т. ін.
Полібій, як і Арістотель, вважав форму держави уособленням верховної влади в суспільстві. Залежно від кількості представників панівної верхівки він розрізняв так звані «правильні» форми (царство, аристократія, демократія), внутрішній стан яких характеризується спокоєм, гармонією відносин між тими, хто керує, і керованими, пануванням «добрих» законів і звичаїв. Їх в історичному розвитку супроводжують «перекручені» форми, у яких при збереженні однієї ознаки (кількості правлячих) змінюються на протилежні інші характеристики: цар перетворюється на тирана, місце деяких обраних займають кілька багатіїв, демократія як правління більшості поступається місцем пануванню простонароддю, очолюваному честолюбцями.
Загальним для цього ряду форм є стан — беззаконня, соціальна напруженість та ін. Таким чином, категорія «форма держави» має у Полібія такі ознаки, як число правителів і спосіб здійснення ними своєї влади, стан законності і т. д. Слідом за Арістотелем Полібій вважав кращим політичним устроєм змішану форму держави. Він також наводив розходження між панами і керованими, царем і тираном, найкращими людьми і простонароддям (масою).
Поряд з певною спільністю поглядів Полібія і його попередників є особливості, що відрізняють його погляди від інших політико-правових теорій. Наприклад, якщо Арістотель, досліджуючи явище державно-правової природи, розчленовує його як складне поняття на прості, які неможливо надалі розділити на частини, то Полібій застосовує трохи інший спосіб аналізу досліджуваного об'єкта, прагнучи виявити часові (хронологічні), причинні й інші зв'язки між подіями політичної історії.
Історичний рух, за Полібієм, не відбувається хаотично. Він зумовлений дією відповідних причин і впорядкований рамками кола. Полібій по-своєму обґрунтував висхідне до попередніх мислителів (і насамперед до Платона) вчення про цикли розвитку державності, яка починається з післяпотопної дикості людей, проходить певні етапи і знову повертається до первісного стану соціального хаосу.
Він детально простежив усі стадії цього руху, характеризував їхні стани, за допомогою порівнянь і зіставлень виявив характерні моменти, що відокремлюють їх одну від одної, причому аналіз проводиться з позицій історико-порівняльного підходу, який також є відмітною рисою концепції Полібія. Ще один характерний момент — її принципова органістичність: згідно з поглядами історика, все у світі політичних явищ відбувається через загальну природну закономірність.

## Формування поглядів Полібія
Його світогляд характеризується такими рисами:
- ясним відчуттям сучасності як нового, вищого етапу історії;
- державницьким поглядом на причини того, що відбувається;
- історизмом і соціальністю історичної концепції, її спрямованістю в майбутнє.